# تي دي سينكس
شركة تي دي سينكس هي شركة توزيع تكنولوجيا معلومات أمريكية، يعمل بها 22,000 موظف في أكثر من 100 دولة.  تأسست الشركة عام 2021 نتيجة اندماج شركتي سينكس و تك داتا . يرأس شركة تي دي سينكس الرئيس التنفيذي باتريك زاميت.

## ملكية الشركة
عند الإغلاق، كان المساهمون السابقون في تسينكس يمتلكون 55% من تي دي سينكس بينما كانت شركة
أبوللو جلوبال مانجمنت ، المالك السابق لشركة تك داتا ، تمتلك 45%. 